# Gudrun Zapf-von Hesse
Pour les articles homonymes, voir Zapf.

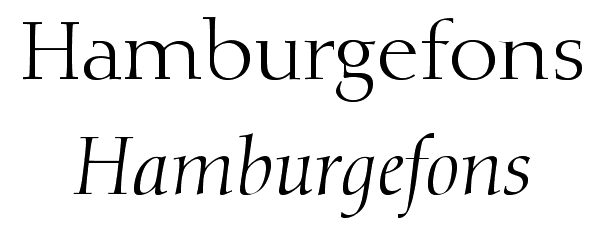
Caractères diotima (par Linotype Library GmbH).

Gudrun von Hesse, épouse Zapf, née le 2 janvier 1918 à Schwerin (Grand-duché de Mecklembourg-Schwerin) et morte le 13 décembre 2019 à Darmstadt[réf. nécessaire], est une typographe, créatrice de caractères, calligraphe et relieuse allemande.

## Biographie
Gudrun Zapf-von Hesse débute dans l'apprentissage de la reliure avec Otto Dorfner à Weimar. Elle travaille la calligraphie à Berlin, avec Johannes Boehland. Elle enseigne ensuite à l'école du Städel (Hochschule für Bildende Künste) de Francfort-sur-le-Main. De 1948 à 1955, elle crée et anime un atelier de reliure au sein de la fonderie Stempel.
Elle crée des polices pour Stempel puis dans les années 1980 pour les fonderies numériques URW, Bitstream, Berthold et Linotype.
En 1991, elle remporte le prix Frederic W. Goudy. 

### Famille
Gudrun von Hesse épouse en 1951 le typographe et créateur de caractères Hermann Zapf. Le couple Zapf vivait depuis 1972 à Darmstadt.

## Caractères
- Alcuin (1991)
- Ariadne (1954)
- Carmina (1986)
- Christiana (1991)
- Colombine (1991)
- Diotima (1952)
- Nofret (1984)
- Shakespeare (1968)
- Smaragd (1953)

## Expositions et récompenses
- 1970 : exposition, Klingspor Museum, Offenbach.
- 1985 : exposition, ITC-Center, New York.
- 1991 : Frederic W. Goudy Award, Rochester Institute of Technology, USA.
- 2001 : exposition Calligraphic Type Design in the Digital Age: An Exhibition in Honor of the Contributions of Hermann & Gudrun Zapf, San Francisco Public Library.

## Source
- Klingspor Museum